# 마이 스파이
《마이 스파이》(영어: My Spy)는 2020년 미국의 코미디 액션 영화로, 데이브 바티스타의 주연작이다. 감독은 피터 시걸이다.
STX 엔터테인먼트를 통해 2020년 1월 9일 호주에서 극장 개봉되었다. 2020년 4월 8일, 전 세계 극장이 폐쇄된 코로나19 전염병으로 인해 아마존 스튜디오가 배포권을 구입했다. 2020년 6월 26일 아마존 프라임 비디오와 일부 미국 극장에서 디지털 방식으로 출시되어 엇갈린 평가를 받았다. 속편인 이터널 시티(The Eternal City)는 2024년 7월에 개봉되었다.

## 줄거리
CIA 요원인 JJ는 특수부대 출신이지만 어딘가 어설픈 구석이 있어 첫 임무에서부터 큰 실수를 저지른다. 하지만 상사는 그에게 무기 거래상인 빅터 마르케즈를 감시하는 임무를 맡긴다. 빅터는 소형 핵폭탄 설계도를 손에 넣었고, 이를 테러리스트에게 팔 계획을 꾸미고 있다. 빅터의 형이자 설계도를 숨긴 데이비드의 아내 케이트와 아홉 살 딸 소피가 시카고에 살고 있다는 정보를 입수한 JJ는 기술 담당인 바비와 함께 그들의 집으로 위장 잠입한다.
하지만 예상치 못하게 소피가 JJ와 바비의 감시 카메라를 발견하고, 그들의 작전 기지까지 찾아내게 된다. 소피는 JJ에게 자신을 친구로 사귀어주고 스파이 훈련을 시켜주지 않으면 이 사실을 폭로하겠다고 협박한다. JJ는 어색해하면서도 소피와 함께 시간을 보내면서 점차 친해지고, 케이트와도 가까워진다. 소피는 JJ에게 스파이 기술을 배우며 그와 엄마 사이를 더욱 가깝게 만들기도 한다.
그러던 중, JJ가 감시 대상과 사적인 관계를 맺고 있다는 사실을 알게 된 상사는 그를 임무에서 제외시킨다. JJ는 케이트에게 자신의 정체를 밝히지만, 케이트는 그에게 실망한다. 동시에 빅터는 CIA의 감시망을 알아채고 데이비드가 설계도를 숨긴 장소를 알아낸다. 그는 시카고로 와 케이트와 JJ, 소피를 위협하고 설계도를 빼앗아간다. 이때, 옆집 이웃인 카를로스와 토드가 개입하는데, 이들 역시 설계도를 노리는 무기 거래상이었다. 바비의 어설픈 도움으로 빅터는 설계도와 소피를 납치하여 도주한다.
JJ와 케이트는 빅터를 쫓아 비행장으로 향하고, JJ는 빅터와 격투를 벌인다. 소피는 납치된 와중에 설계도를 숨기고, 비행기가 절벽 끝에 걸린 상황에서 빅터는 소피를 협박하여 설계도를 찾으려 한다. 하지만 케이트의 도움으로 빅터는 절벽 아래로 추락하고 죽음을 맞는다. 임무에 성공한 JJ는 다시 복직되고, 시카고로 돌아와 케이트와 소피와 함께 살게 된다.

## 출연진
- 데이브 바티스타 - JJ
- 클로이 콜먼 - 소피 뉴턴
- 크리스틴 샬 - 보비 올트
- 켄 정 - 킴 트랭
- 퍼리사 피츠헨리 - 케이트 뉴턴
- 그레그 브릭 - 마르케스
- 디비어 로저스 - 카를로스
- 올리비아 데파티 - 셀마
- 켈러 비에인 - 에미